# Robson Luis Pereira da Silva
1. WEITERLEITUNG Luis Robson